# Adam Wakeman
Adam Wakeman (Windsor, 14 marzo 1974) è un tastierista britannico noto come membro degli Headspace e come componente della band di Ozzy Osbourne, nonché come solista. Vanta anche numerose collaborazioni nel mondo del pop, tra cui quelle con Victoria Beckham e le Atomic Kitten
.

## Biografia
Wakeman è nato in una famiglia di musicisti; fratello minore di Oliver Wakeman e il figlio del tastierista degli Yes Rick Wakeman. Ha iniziato a suonare il pianoforte classico all'età di otto anni. Ha spesso citato Dr. John, Monty Alexander, Jordan Rudess dei Dream Theater e Mark Kelly dei Marillion.
A metà degli anni novanta, Wakeman ha formato la band Jeronimo Road con Fraser Thorneycroft-Smith. Un album, Live at the Orange, è stato pubblicato dopo che la band si è sciolta per l'etichetta Explore Multimedia. Nel 2000 e nel 2001, è stato in tour con la vecchia band di suo padre, gli Strawbs.
Nel 2006 ha formato il supergruppo rock progressivo Headspace, con il cantante Damian Wilson, il chitarrista Pete Rinaldi, il bassista Lee Pomeroy e il batterista Richard Brook. Il loro EP intitolato I am... è stato pubblicato nel 2007 in concomitanza con gli spettacoli di supporto alla Wembley Arena, al NIA di Birmingham e al The Point di Dublino con Ozzy Osbourne. Hanno pubblicato il loro concept album di debutto I Am Anonymous in tutto il mondo il 22 maggio 2012 per l'etichetta discografica Inside Out Music America.
Nel 2011, Wakeman si è unito ai membri originali dei Whitesnake Micky Moody e Neil Murray, Laurie Wisefield (Wishbone Ash), Harry James (Thunder, Magnum) e Chris Ousey (Heartland) per formare la band Snakecharmer.
Nel novembre 2012, Wakeman si è unito agli Strawbs in tournée e di nuovo nel 2015. Nel 2020 ha suonato con Martin Barre, storico chitarrista dei Jethro Tull.

## Discografia

### Solista
- 1993 - Soliloquy
- 1997 - Real World Trilogy
- 2021 - A Handful of Memories

### Con i Black Sabbath
- 2013 - 13

### Con Ozzy Osbourne
- 2010 – Scream
- 2020 – Ordinary Man

### Con gli Wakeman with Wakeman
- 1992 - Lure Of The Wild
- 1993 - No Expense Spared

### Con gli Headspace
- 2016 - Weir Keeper's Tale
- 2018 - The Sun Will Dance In Its Twilight Hour

### Con i Jazz Sabbath
- 2020 - Jazz Sabbath
- 2022 - Jazz Sabbath Vol. 2

### Collaborazioni
- 2000 - Atomic Kitten - Right Now
- 2002 - Atomic Kitten - Feels so Good
- 2001 - Victoria Beckham - Victoria Beckham
- 2003 - Thunder - Shooting at the Sun
- 2005 - Thunder - The Magnificent Seventh
- 2009 - Tinchy Stryder - Never Leave You
- 2015 - Stormzy - Gang, Sins and Prayer
- 2018 - Calum Scott - Only Human